# Журавленко Андрій Анатолійович
Андрі́й Анато́лійович Журавле́нко (1974—2014) — старший солдат резерву, Міністерство внутрішніх справ України, учасник російсько-української війни.

## Життєвий шлях
Народився 1974 року в місті Кам'янець-Подільський (Хмельницька область). Закінчив кам'янецьку школу № 13, навчався в ПТУ № 6, після того працював на різних посадах. Служив у миротворчих військах у Югославії в 1990-х роках. Рік служив контрактником у 8-му розвідувальному полку.
На фронт вирушив наприкінці травня 2014-го, очолив групу розвідки. Командир відділення, 3-й батальйон оперативного призначення НГУ «Донбас», псевдо «Восьмий».
29 серпня 2014 року загинув під час виходу з оточення поблизу Іловайська — снаряд влучив у пожежну машину, якою виїжджали з оточення. Коли намагався полагодити один з автотранспортних засобів батальйону та відстрілювався, загинув від кулі снайпера молодший сержант Іван Ганя. «Тур» був у кабіні; загинув разом з «Редом», «Бані», «Восьмим», «Бірюком» та «Ахімом».
На момент смерті не був одружений, вдома залишилось двоє дітей від попереднього шлюбу. Дізнавшись про загибель, близькі вирушили на схід у пошуках тіла. Пошуки тривали три дні, похований у Кам'янці-Подільському 12 вересня 2014 року.

## Нагороди і вшанування
- 31 жовтня 2014 року за особисту мужність і героїзм, виявлені у захисті державного суверенітету та територіальної цілісності України, вірність військовій присязі під час російсько-української війни, відзначений — нагороджений орденом «За мужність» III ступеня (посмертно).
- Його портрет розміщений на меморіалі «Стіна пам'яті полеглих за Україну» в Києві: секція 3, ряд 8, місце 13
- Вшановується 29 серпня на щоденному ранковому церемоніалі вшанування українських захисників, які загинули цього дня в різні роки внаслідок російської збройної агресії[1]
- Іловайський Хрест (посмертно)
- Почесний громадянин міста Кам'янця-Подільського (посмертно; рішення № 109/93)